# پاردس د نابا
پاردس د نابا (به اسپانیایی: Paredes de Nava) یک شهرستان و شهرک در اسپانیا است که در استان پالنسیا واقع شده‌است.

## خصوصیات
پاردس د نابا ۱۲۹ کیلومترمربع مساحت و ۲٬۰۹۶ نفر جمعیت دارد و ۷۷۵ متر بالاتر از سطح دریا واقع شده‌است.